# Beggar's Holiday
Beggar's Holiday est une comédie musicale américaine de Dale Wasserman, lyrics de John La Touche et musique de Duke Ellington, créée le 26 décembre 1946 au Broadway Theatre (New York).
Elle est inspirée de The Beggar's Opera (L'Opéra du gueux) de John Gay, créé en 1728 et déjà adapté en 1928 par Bertolt Brecht et Kurt Weill sous le titre Die Dreigroschenoper (L'Opéra de quat'sous).
Montée à l'origine dans une mise en scène de Nicholas Ray, l'œuvre ne tient l’affiche que trois mois, des manifestations ayant lieu devant le théâtre pour dénoncer la mixité raciale de la distribution, inédite à l'époque.
L’œuvre a été créée en version française en novembre 2012 à l'Espace Cardin dans une adaptation de David Serero, une mise en scène de James Marvel et avec la participation du saxophoniste John Altman.

## Fiche technique
- Titre original : Beggar's Holiday
- Livret : Dale Wasserman  d'après The Beggar's Opera (L'Opéra du gueux) de John Gay
- Lyrics : John La Touche
- Musique : Duke Ellington
- Mise en scène :   Nicholas Ray
- Chorégraphie : Valerie Bettis
- Direction musicale : Max Meth
- Orchestrations : Billy Strayhorn
- Décors : Oliver Smith
- Costumes : Walter Florell
- Lumières : Peggy Clark
- Producteurs : Perry Watkins et John R. Sheppard Jr.
- Date de première représentation : 26 décembre 1946 au Broadway Theatre, New York
- Date de dernière représentation : 29 mars 1947
- Nombre de représentations consécutives : 111

## Distribution de la création
- Alfred Drake : MacHeath
- Bernice Parks : Jenny
- Zero Mostel : Hamilton Peachum
- Dorothy Johnson : Mrs. Peachum
- Jet MacDonald : Polly Peachum
- Rollin Smith : Chief Lockit
- Mildred Joanne Smith : Lucy Lockit
- Hy Anzell : Customer
- Marjorie Belle : The Lookout / The Girl / Lead Dancer
- Jack Bittner : Highbinder / Member of Mac's Gang
- Perry Bruskin : The Foot / Mooch / Member of Mac's Gang
- Marie Bryant : The Cocoa Girl
- Stanley Carlson : Fingersmith / Member of Mac's Gang
- Lewis Charles : A Drunk / Member of Mac's Gang
- William Dillard : The Horn / Member of Mac's Gang
- Malka Farber : Trixy Turner
- Paul Godkin : Wire Boy / The Boy / Lead Dancer
- Thomas Gomez : The Pursued / The Other Eye
- Doris Goodwin : Mrs. Trapes
- Claire Hale : Baby Mildred
- Leonne Hall: Betty Doxy
- Douglas Henderson : The Caser
- Lucas Hoving : Policeman / Strip
- Elmira Jones-Bey : Bessie Buns
- Nina Korda : Minute Lou
- Avon Long : Careless Love
- Tommie Moore : Tawdry Audrey
- Gordon Nelson : O'Heister / Customer / Black Marketeer / Member of Mac's Gang
- Lavina Nielson : Dolly Trull
- Albert Popwell : Plainclothesman / Slam
- Herbert Ross : Policeman / Bartender
- Archie Savage : Cop / Gunsel
- Pan Theodore : The Eye / Blenkinsop
- Royce Wallace : Annie Coaxer
- Enid Williams : Flora / the Harpy

## Numéros musicaux
| Act I - Inbetween - When You Go Down by Miss Jenny's - I've Got Me - TNT - Take Love Easy - I Wanna Be Bad - Rooster Man - When I Walk with You - I've Got Me (reprise) - The Scrimmage of Life - Ore from a Gold Mine - When I Walk with You (reprise) - Tooth and Claw - Maybe I Should Change My Ways - The Wrong Side of the Railroad Tracks - Tomorrow Mountain | Act II - Brown Penny - Tooth and Claw (reprise) - Lullaby for Junior - Quarrel for Three - Fol-de-rol-rol - Women, Women, Women - Women, Women, Women (reprise) - When I Walk with You (reprise) - The Hunted |